# Zapadnoye Lake
Der Zapadnoye Lake (russisch Озеро Западное Osero Sapadnoje, deutsch ‚Westlicher See‘) ist ein 800 m langer See an der Prinzessin-Astrid-Küste des ostantarktischen Königin-Maud-Lands. Er liegt am westlichen Ende der Schirmacher-Oase.
Teilnehmer einer sowjetischen Antarktisexpedition kartierten ihn 1961 und benannten ihn nach seiner relativen geographischen Lage. Das Advisory Committee on Antarctic Names übertrug diese Benennung 1970 in einer Teilübersetzung ins Englische.